# Наурыз (Алматинская область)
Наурыз (каз. Наурыз) — село в Карасайском районе Алматинской области Казахстана. Входит в состав сельского округа Таусамалы. Код КАТО — 195239500.

## Население
В 1999 году население села составляло 370 человек (180 мужчин и 190 женщин). По данным переписи 2009 года, в селе проживало 380 человек (191 мужчина и 189 женщин).